# 79 Eurynome
Eurynome (asteroide 79) é um asteroide da cintura principal com um diâmetro de 66,47 quilómetros, a 1,97476471 UA. Possui uma excentricidade de 0,19213223 e um período orbital de 1 395,92 dias (3,82 anos).
Eurynome tem uma velocidade orbital média de 19,05044867 km/s e uma inclinação de 4,62266526º.
Este asteroide foi descoberto em 14 de Setembro de 1863 por James C. Watson. Seu nome vem da personagem mitológica grega Eurínome.